# 鮑伯·歐希達
鮑伯·歐希達，全名羅伯特·邁克爾·歐希達（Robert Michael Ojeda，1957年12月17日—），美國前職業棒球運動員、教練和電視體育評論員，位置為投手。為1986年世界大賽冠軍紐約大都會隊的成員之一。

## 職業生涯

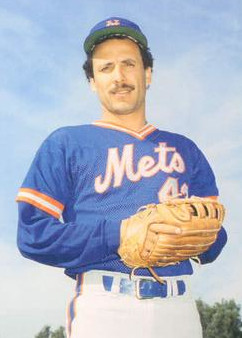
鮑伯·歐希達於1986年，當時效力於紐約大都會

他的大聯盟生涯始於1980年，最初效力於美國職業棒球大聯盟波士頓紅襪隊。1986年起效力於紐約大都會隊，並隨隊贏得了當年的世界大賽冠軍。其中第三戰，在球隊以0勝2負落後的劣勢下，奧赫達主投7局送出6次三振僅失1分，幫助大都會成功拿下系列賽首勝。他在大都會隊打了五個賽季，在那之後他還效力過洛杉磯道奇隊、克里夫蘭印地安人隊和紐約洋基隊。

### 事故
1993年，當時效力於克利夫蘭印地安人隊的歐希達於春訓期間於佛羅里達州溫特黑文遊覽時發生船難，歐希達於事故中生還，但是同行的另外兩名隊友，救援投手史帝夫‧奧林和提姆‧克魯斯不幸喪生 。由於頭部嚴重撕裂，歐希達缺席了該賽季大部分的賽事，所幸之後成功返回球場。

## 外部連結
- 球員資訊和成績在MLB ，ESPN ，Retrosheet ，Baseball Reference ，Baseball Reference (Minors) ，Fangraphs ，The Baseball Cube （英文）